# Bor (Jičínská pahorkatina)
Bor (360 m n. m.) je vrch v okrese Semily Libereckého kraje, v Českém ráji. Leží asi 1 km západně od města Rovensko pod Troskami, na katastrálním území vsi Štěpánovice.

## Geomorfologické zařazení
Vrch náleží do celku Jičínská pahorkatina, podcelku Turnovská pahorkatina, okrsku Turnovská stupňovina, podokrsku Klokočsko-rovenské kuesty a části Borecká kuesta.

## Přístup
Automobilem lze nejblíže dojet do Borku (sem i vlakem) či do Rovenska pod Troskami. Obě sídla pak spojuje pěší modrá turistická značka, která vede přímo přes vrchol Boru.